# Soadsai Rungphothong
Soadsai Rungphothong (สดใส รุ่งโพธิ์ทอง), sinh ngày 12 tháng 5 năm 1951, là một ca sĩ, nhạc sĩ người Thái Lan.

## Tiểu sử
Ông sinh ngày 12 tháng 5 năm 1950, tại tỉnh Samut Prakan. Cha ông là một ca sĩ và mẹ anh là một nông dân. Anh tốt nghiệp Khoa Luật tại Đại học Ramkhamhaeng.

## Nghề nghiệp
Bản thu âm đầu tiên của ông là "Kha Doay Pieang Din", nhưng ông đã trở nên nổi tiếng với việc phát hành "Rak Jang Thee Bang Ba Khong", do ông sáng tác. Sau đó, ông kết hợp với Nithithat A.O.A và Rose Media Entertainment. Năm 1997, ông trở lại nổi tiếng với "Rak Nong Porn".
Năm 2007, ông trở thành thành viên Đảng Dân chủ của Hạ viện Thái Lan và gia nhập Đảng Chartthaipattana vào năm 2018

## Danh sách đĩa nhạc
- Sao Ngam Mueng Phichit (สาวงามเมืองพิจิตร)
- Rak Jang Thee Bang Bakong (รักจางที่บางปะกง)
- Bok Rak Fak Jai (บอกรักฝากใจ)
- Rao Khon Jon (เราคนจน)
- Rak Nong Phon (รักน้องพร)